# Levamisol
Levamisol, conocido también por su nombre comercial Ergamisol es un antihelmíntico e inmunomodulador que pertenece a una clase de derivados sintéticos del imidazotiazol. Fue descubierto en Janssen Pharmaceutica en 1966 y se ha usado en humanos fundamentalmente para el tratamiento de parásitos, aunque se ha estudiado en combinación con otras formas de quimioterapia para el cáncer de colon, melanoma y cáncer de cabeza y cuello. El fármaco fue retirado de los mercados de los EE. UU. en 2000 y de Canadá en 2003, debido al riesgo de efectos secundarios graves y la disponibilidad de otros medicamentos sustitutos más eficaces.
En la actualidad, el levamisol permanece en uso en la medicina veterinaria como desparasitante para el ganado. También es cada vez más utilizada como adulterante de la cocaína vendida en los EE. UU. y Canadá, dando lugar a efectos secundarios graves.

## Indicaciones clínicas
El levamisol se utilizó originalmente como antihelmíntico para el tratamiento de las infestaciones de gusanos en seres humanos y animales. La mayoría de los preparados comerciales actuales son de uso veterinario como desparasitante en el ganado vacuno, cerdos y ovejas. Sin embargo, el levamisol también ha ganado protagonismo entre los aficionados como tratamiento efectivo para infestaciones del gusano Camallanus en los peces tropicales de agua dulce.

### Anticanceroso
El levamisol se ha estudiado en combinación con el fluorouracilo para tratar el cáncer de colon. No hay buena evidencia por parte de los ensayos clínicos sobre si su adición sea en beneficio a la terapia con fluorouracilo en pacientes con cáncer de colon, y ya no se usa para tales fines. También se utiliza con frecuencia para tratar el melanoma y cáncer de cabeza y cuello. Basado en su mecanismo de acción, aún no está claro porqué tendría efecto en el tratamiento de cáncer de colon, aunque se ha demostrado que tiene propiedades "estimulantes del sistema inmune" en algunas situaciones.[cita requerida]
Un estudio de 1984 basado en casos de influenza complicada había encontrado que el levamisol era un inductor efectivo del interferón y se ha recomendado su uso en la terapia combinada para la influenza.
También se utiliza rutinariamente en la India para el tratamiento de casos de síndrome nefrótico infantil dependientes de esteroides, probablemente basado en la literatura publicada en algunos estudios del Reino Unido. En la enfermedad dermatológica, levamisol se ha utilizado con éxito en el tratamiento de infecciones por parásitos, virus y bacterias como la lepra, enfermedades del colágeno, vasculares, enfermedades inflamatorias de la piel y los niños con discapacidad inmunológica por una variedad de razones. También se ha utilizado en combinación con otros fármacos para el tratamiento de una serie de trastornos dermatológicos, por ejemplo, en combinación con cimetidina en el tratamiento de las verrugas recalcitrantes, con prednisolona en el tratamiento de liquen plano, eritema multiforme y aftas de la boca.

## Uso ilícito
El levamisol se utiliza habitualmente como adulterante en la cocaína vendida en todo el mundo, una práctica que tiene especial incidencia en Estados Unidos. Entre 2008 y 2009, se encontró levamisol en el 69 % de las muestras de cocaína decomisadas por la Administración para el Control de Drogas (DEA) de Estados Unidos, una cifra que para 2011 se había elevado al 82 % de las dosis incautadas.
El levamisol agrega peso y volumen a la cocaína en polvo, al contrario que otros adulterantes que forman pequeñas rocas, y una apariencia a la droga de ser más pura de lo que realmente es. En una serie de artículos de investigación publicados por The Stranger en 2010, Brendan Kiley sugirió que el uso habitual de levamisol como adulterante se podía deber a sus supuestos efectos estimulantes, a su apariencia similar a la cocaína y a la dificultad que supone determinar el grado de pureza de la cocaína cortada con esta sustancia en la calle. El levamisol suprime la producción de glóbulos blancos y puede provocar neutropenia, debido a que elimina la producción de neutrófilos, el tipo de leucocito más común en la sangre. Con el uso de levamisol como adulterante, se han dado casos de complicaciones entre los consumidores de cocaína por sus potenciales efectos adversos. El levamisol también se ha ligado a la posibilidad de sufrir vasculitis y se han notificado al menos dos casos de necrosis en algunas zonas de la piel en consumidores de cocaína por la adulteración con levamisol.
La cocaína cortada con levamisol ha estado vinculada a muertes de alto perfil. Los informes de toxicología mostraron que junto a la cocaína había levamisol en el cuerpo de Adam Michael Goldstein (DJ AM) momentos después de su muerte; también se halló en el cuerpo de Andrew Koppel, hijo de Ted Koppel, tras una sobredosis y en 2014 se sospechó de la sustancia a raíz de la muerte de un adolescente en Sídney. En respuesta al riesgo de este fármaco, algunas asociaciones producen y distribuyen kits entre los consumidores con distintas herramientas para identificar la presencia de levamisol en la cocaína.